# Годеновский крест
Годе́новский крест — один из самых знаменитых чудотворных крестов. Стилистически имеет византийские корни. В настоящее время находится на подворье Никольского женского монастыря в селе Годеново, Ярославская область.

## Описание
Крест представляет собой резное расписанное изображение Иисуса Христа в человеческий рост. На верхнем перекрестье есть греческие слова «ставру икон», что означает «образ Креста». Сам образ вырезан из липового дерева. Многие детали указывают, что этот Крест был создан в ромейской грекоязычной среде.

## История

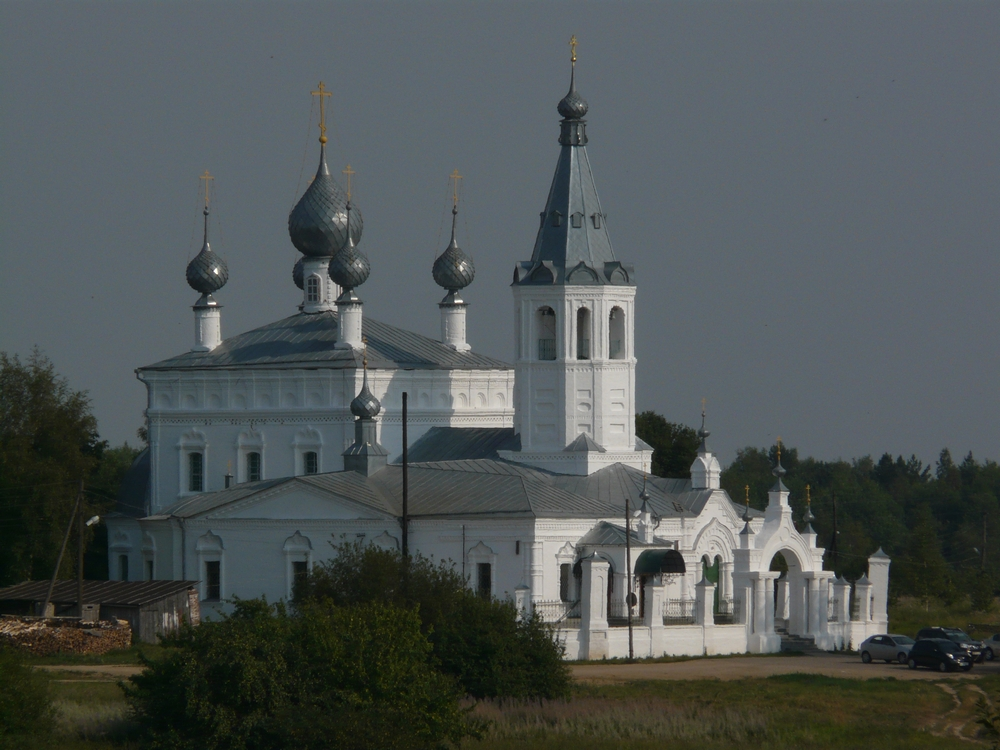
Церковь Иоанна Златоуста в Годенове

Крест был найден на глухом болоте недалеко от Ростова Великого. В книге «Житие и чудеса св. Николая чудотворца» говорится, что он явился «от греческой стороны» 29 мая 1423 года, то есть за 30 лет до падения Константинополя (29 мая 1453 года). Рассказы о чудесах и исцелениях от Креста многие века записываются в специальную книгу, хранящуюся в храме святителя Иоанна Златоуста. В советское время Крест сильно пострадал. С 1997 года храм Иоанна Златоуста стал подворьем Переславского Никольского женского монастыря. В 2002—2003 годах Крест был восстановлен группой реставраторов Государственного Русского музея.

## Предания
Сказание повествует, что в день находки пастухи, пасшие скот неподалёку от Сахотского болота на поле у Никольского погоста (ныне село Погост Крест Ильинского района Ивановской области), увидели на востоке неизреченный свет, изливающийся с неба на землю. Сначала пастухи испугались, но заворожённые красотой этого явления, посоветовавшись, решили: «Пойдём, посмотрим, какое нам является чудо? И если это чудо являет Бог, то проповедуем славу Божию». Когда они добрались до места чудесного явления, то увидели стоящий на воздухе в неизреченном свете Животворящий Крест с образом Распятия Господня, а перед ним — образ чудотворца Николая со Святым Евангелием.

## Копии
По состоянию на 27 августа 2017 года было изготовлено 17 точных копий, которые были переданы в различные города, в том числе Севастополь, Вологду, Луганск, Екатеринбург. С 15 декабря 2015 года по 18 июня 2016 года копия Креста находилась на Международной космической станции, экипаж космонавтов — Юрий Маленченко, Тип Копра, Тим Пик. С 5 июня 2018 года копия Годеновского креста находится и в храме великомученика Пантелеимона в Кисловодске.

## Почитание Креста
Считается, что по молитвам у святого Креста происходит огромное количество чудес и исцелений, ведётся запись письменных свидетельств этого. Поклониться Кресту приезжают паломники из других городов и стран.